# Maurice Girardot
Pour les articles homonymes, voir Girardot.
Maurice Girardot, né le 22 décembre 1921 à Paris et mort le 8 février 2020 à La Verrière, est un joueur français de basket-ball.

## Carrière

### Joueur
Il évolue sous les couleurs de Championnet-Sports, un patronage catholique affilié à la Fédération sportive de France où il fait ses débuts internationaux. 
Maurice Girardot entre en équipe de France en 1945 en même temps qu' André Barrais. Il y joue à treize reprises entre 1945 et 1949, marquant 18 points. Il participe avec les Bleus aux Championnats d'Europe 1946 et 1947, terminant respectivement aux quatrième et cinquième places. En 1948, Girardot remporte la médaille d'argent aux Jeux olympiques d'été à Londres.

### Entraîneur
Après sa carrière internationale, il entraîne l'équipe féminine de Château-Thierry, qu'il amène au plus haut niveau (championnes de France en 1950, 1951 et 1952) et dont la vedette est Anne-Marie Colchen, une autre enfant des patros qui joue à l'ASAN Le Havre de 1943 à 1949 et y retourne de 1953 à 1955. Maurice Girardot apporte  également largement son soutien technique à la Fédération sportive de France.

### Dirigeant
En 1983, Maurice Girardot et sa femme Georgette (1921-2016) fondent le BC Maurepas (Maurepas, Yvelines). Celle-ci occupe divers postes au sein des organes de direction de la FFBB jusqu'à devenir secrétaire générale de la fédération de 1984 à 1988 sous la présidence de René David. De son côté, Maurice Girardot se consacre à la formation au sein du BC Maurepas dont l'équipe féminine devient championne départementale en 1982.

## Palmarès
Équipe de France
- 13 sélections entre 1945 et 1949
- Jeux olympiques d'été
  -  médaille d'argent aux Jeux olympiques 1948 à Londres